# 만천과해
만천과해(瞞天過海)는 “하늘을 속이고 바다를 건너다”라는 뜻이다. 삼십육계 중 제1계이다. 준비가 주도면밀하게 갖추어지면 오히려 방심이 발생해 항상 보는 일상적인 것에 의심을 가지지 않게 되며, 이것을 이용하여 적을 속이는 것이다.
당나라의 장군 장사귀가 고구려 원정 당시 태종이 바다를 두려워해 승선을 거절하자 배에 흙을 깔아 육상처럼 꾸며 황제를 속여 승선시켜 바다를 건넜다는 고사에서 연유했다.

## 사례
중국 삼국시대 때 태사자는 황건적에게 포위당한 공융을 도와 원군을 부르러 가게 되었지만, 황건적의 포위를 돌파하지 못하고 있었다. 그래서 활을 가지고 병사 몇 기와 함께 성 밖으로 나와 사격 연습을 하다 다시 성내로 돌아갔다. 처음에는 황건적이 경계했으나, 며칠 동안 태사자가 같은 일을 반복하자 의심이 점점 옅어지게 되었다. 그 순간을 노려 태사자는 포위를 돌파했고 유비를 원군으로 데려올 수 있었다.